# Agosia chrysogaster
Agosia chrysogaster és una espècie de peix cipriniforme de la família dels ciprínids.